# インドネシア・プレミアリーグ
インドネシア・プレミアリーグ (インドネシア語: Liga Prima Indonesia、英語: Indonesian Premier League、略称：IPL) はインドネシアサッカー協会が運営したインドネシア国内最上位のサッカーリーグである。

## 歴史
2010年にリーガ・プリマ・インドネシアが創設されたものの、運営上の問題から1年でリーグ運営停止となった。2011年8月26日、インドネシアサッカー協会 (PSSI) 理事会は、2011-12シーズンよりインドネシア・スーパーリーグに代わる国内最上位のサッカーリーグとしてインドネシア・プレミアリーグの創設を決定した。しかし、1シーズンののちに廃止された。

## 所属チーム
| クラブ名                     | 本拠地         | スタジアム                                 | 収容人数 |
| ---------------------------- | -------------- | ------------------------------------------ | -------- |
| アレマ・インドネシアFC       | マラン         | ガジャヤナスタジアム                       | 35.000   |
| ボンタンFC                   | ボンタン       | ムラワルマン・スタジアム                   | 12,000   |
| ペルセバヤ1927               | スラバヤ       | ゲロラ・ブン・カルノ・スタジアム           | 55,000   |
| プルセマ・マラン             | マラン         | ガジャヤナスタジアム                       | 35,000   |
| ペルシバ・バントゥル         | バントゥル     | スルタン・アグン・スタジアム               | 35,000   |
| ペルシボ・ボジョネゴロ       | ボジョネゴロ   | レトジェン・ハジ・スディルマン・スタジアム | 15,000   |
| マディウンFC                 | マディウン     |                                            |          |
| ペルシジャプ・ジュパラ       | ジュパラ       | ゲロラ・ブミ・カルティニ・スタジアム       | 25,000   |
| ペルシラジャ・バンダ・アチェ | バンダ・アチェ | ハラパン・バングサ・スタジアム             | 40,000   |
| PSMマカッサル                | マカッサル     | アンディ・マッタラッタ・スタジアム         | 30,000   |
| PSMSメダン                   | メダン         | テラダン・スタジアム                       | 22,234   |
| セメン・パダン               | パダン         | アグス・サリム                             | 28,000   |

## 過去の成績

### 得点王
| 年度    | 氏名                     | 所属クラブ     | 得点数 |
| ------- | ------------------------ | -------------- | ------ |
| 2011-12 | フェルディナンド・シナガ | セメン・パダン | 15     |